# Corpus Iuris Canonici

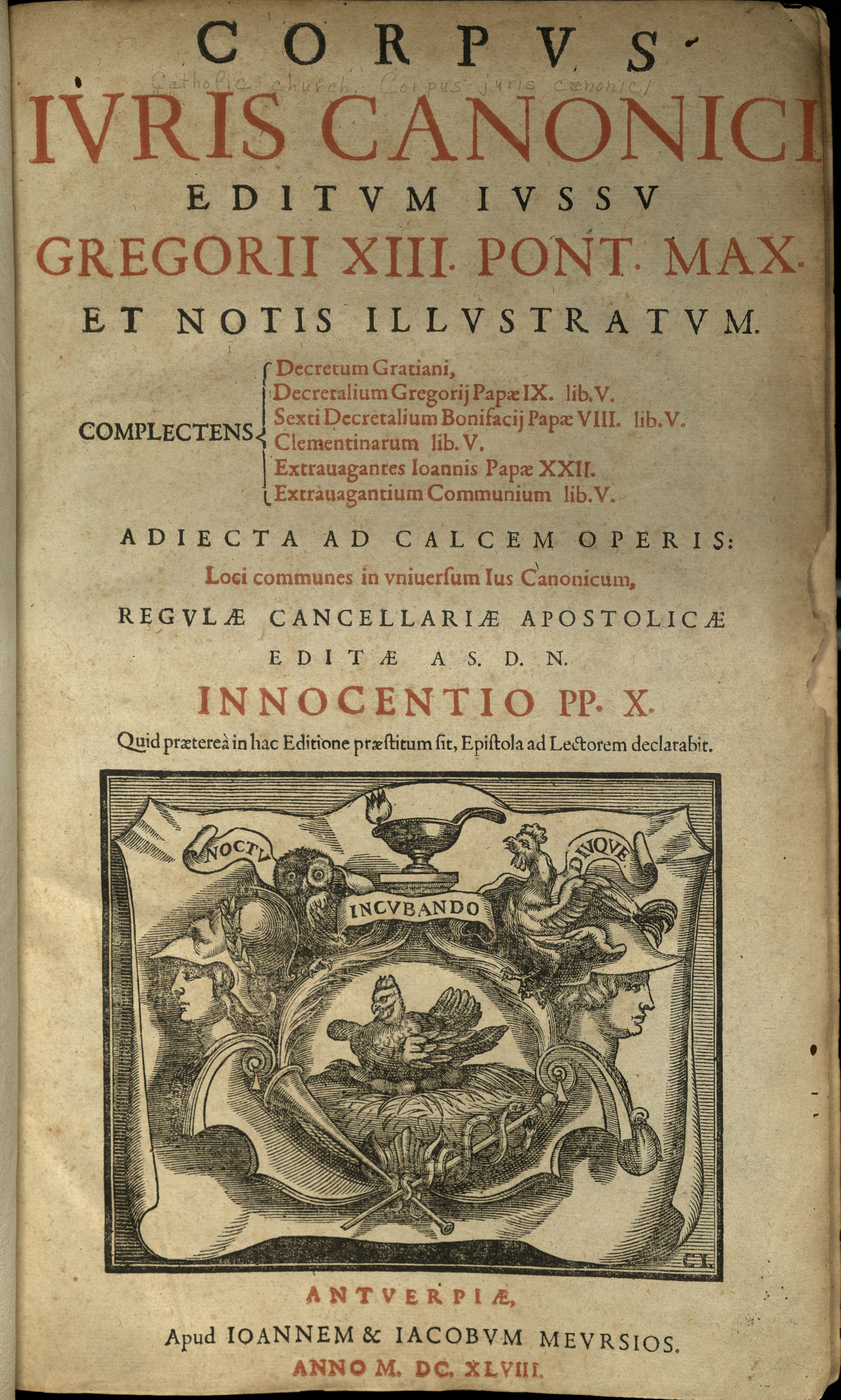
Antwerpse editie van 1648

Het Corpus Iuris Canonici, afgekort CIC, was een systematische compilatie van het canoniek recht van de Latijnse Kerk. De tekst werd doorheen de middeleeuwen evolutief opgebouwd door katholieke canonisten als de tegenhanger van het prestigieuze Corpus Iuris Civilis. In 1582 kwam er een officiële uitgave, de Editio Romana, door toedoen van paus Gregorius XIII. Dit CIC 1582 bevatte de als authentiek beschouwde tekst en was de enige toegelaten versie voor kerkelijke rechters en theologen, maar het bleef een compilatie en geen wetgeving. Rechtskracht volgde niet uit de opname in het corpus en bleef berusten bij de individuele bestanddelen zoals origineel uitgevaardigd. Voor een echte codificatie van het canoniek recht was het wachten op de vervanging van het vroegmoderne corpus door de Codex Iuris Canonici (CIC 1917 en nadien CIC 1983). De oosters-katholieke kerken hebben hun eigen Codex Canonum Ecclesiarum Orientalium.

## Totstandkoming
Het CIC 1582 kwam tot stand vanaf 1566 onder impuls van paus Pius V, die een commissie van kardinalen en andere geleerden oprichtte om de canonieke rechtsverzamelingen te zuiveren van fouten en een definitieve editie vast te stellen. Deze Correctores Romani werkten volgens humanistische principes in de geest van het Concilie van Trente (1545-1563), dat weliswaar niet expliciet had opgeroepen tot een verbetering van de rechtsbronnen, maar zich toch open had getoond voor verbeteringen van de heilige teksten. Het resultaat was een collectie van zes rechtsverzamelingen die doorheen de eeuwen tot stand waren gekomen en die voor de gelegenheid licht werden gecorrigeerd en aangevuld. Deze Editio Romana werd begeleid door uitvoerige glossen en commentaren. Het CIC werd op 1 juli 1580 afgekondigd met de breve Cum pro munere pastoralis, bekendgemaakt op 2 juni 1582.

## Samenstelling
Het eerste deel van het CIC 1582 was het Decretum Gratiani uit 1140, dat was ontstaan als een privaat initiatief waarmee Gratianus harmonie had geschapen in de wirwar van tegenstrijdige canones van de concilies en decretalen van de pausen. Het was een analytische compilatie met veel aartsvaderlijke teksten. Zijn werk werd overigens zelf soms Corpus Iuris Canonici genoemd. Onderdelen zoals de Donatio Constantini waren ontmaskerd als vervalsingen en dwarse tekstwetenschappers als Charles Dumoulin hadden recent hoogstaande edities verzorgd. De Correctores Romani stonden voor de lastige opdracht om hun filologische werk niet te laten afdrijven naar ketterij én om de tekst en commentaren van Gratianus herkenbaar te houden voor de rechtspractici. Het resultaat is vaak afgedaan als wetenschappelijk onvolmaakt, maar recent is er meer waardering gekomen voor de subtiele manier waarop ze hun diverse doelstellingen hebben verzoend.
Naast het Decretum Gratiani omvatte het CIC 1582 ook het ius novum, bestaande uit vijf collecties met decretalen:
- Het Liber Extra, voluit Liber decretalium Extra decretum vagantium, opgesteld door Ramon de Peñafort en afgekondigd door paus Gregorius IX in 1234. Het bestond uit vijf boekdelen.
- Het Liber Sextus (zesde boek), afgekondigd door paus Bonifatius VIII in 1298.
- De Clementinae, voluit Clementinae constitutiones, officieel Liber Septimus Decretalium, geredigeerd in opdracht van Clemens V en afgekondigd door paus Johannes XXII in 1317 in de bul Quoniam nulla.
- De Extravagantes Johannis XXII, afgekondigd door paus Johannes XXII rond 1325.
- De Extravagantes communes, in de redactie van Jean Chappuis (1499-1505).

Daarnaast was er ook een inleidend handboek, de Institutiones Iuris Canonici van Giovanni Paolo Lancelotti. Hij schreef dit werk met de Instituten voor ogen en publiceerde het in 1563. Het werd gewoonlijk afgedrukt in het eerste deel van het Corpus Iuris Canonici, maar strikt genomen maakte het er geen deel van uit.

## Uitgaven
- Corpus juris canonici emendatum et notis illustratum. Gregorii XIII. pont. max., 4 dln., Rome, In aedibus Populi Romani, 1582 (online weergave van UCLA Library Digital Collections)
- Corpus iuris canonici, eds. Emil Ludwig Richter en Emil Friedberg, 2 dln., Leipzig, 1879-1881 (kritische editie, vol. I en vol. II)

## Voetnoten
1. 1 2  Peter Landau, "Gratian an the Decretum Gratiani" in: The History of Medieval Canon Law in the Classical Period, 1140-1234. From Gratian to the Decretals of Pope Gregory IX, eds. Wilfried Hartmann en Kenneth Pennington, 2008, p. 51
2. ↑  Constant Van de Wiel, History of Canon Law, 1991, p. 112. Gearchiveerd op 19 juni 2023.
3. ↑  Mary E. Sommar, The Correctores Romani. Gratian's Decretum and the Counter-Reformation Humanists, 2009, p. 6. Gearchiveerd op 19 juni 2023.
4. ↑  Mary E. Sommar, The Correctores Romani. Gratian's Decretum and the Counter-Reformation Humanists, 2009, p. 8. Gearchiveerd op 19 juni 2023.

- Bibliothèque nationale de France: cb14537275b (data)
- Catàleg d'autoritats de noms i títols de Catalunya: 981058614511106706
- Gemeinsame Normdatei: 4148318-2
- Library of Congress Control Number: n88027108
- Nationale Bibliotheek van Israël: 987007259534205171
- Système universitaire de documentation: 144404176
- Virtual International Authority File: 174963852